# Critics’ Choice Movie Award/Bester Darsteller in einem Fernsehfilm
Nur im Jahr 2002 wurde bei den BFCAA der beste Darsteller in einem Fernsehfilm des vergangenen Filmjahres geehrt.

## Preisträger
| Jahr | Preisträger  | Film       |
| 2002 | James Franco | James Dean |